# Yucca brevifolia
Yucca brevifolia (hay cây Joshua) là một loài thực vật có hoa trong họ Măng tây. Loài này được Engelm. miêu tả khoa học đầu tiên năm 1871.

## Hình ảnh

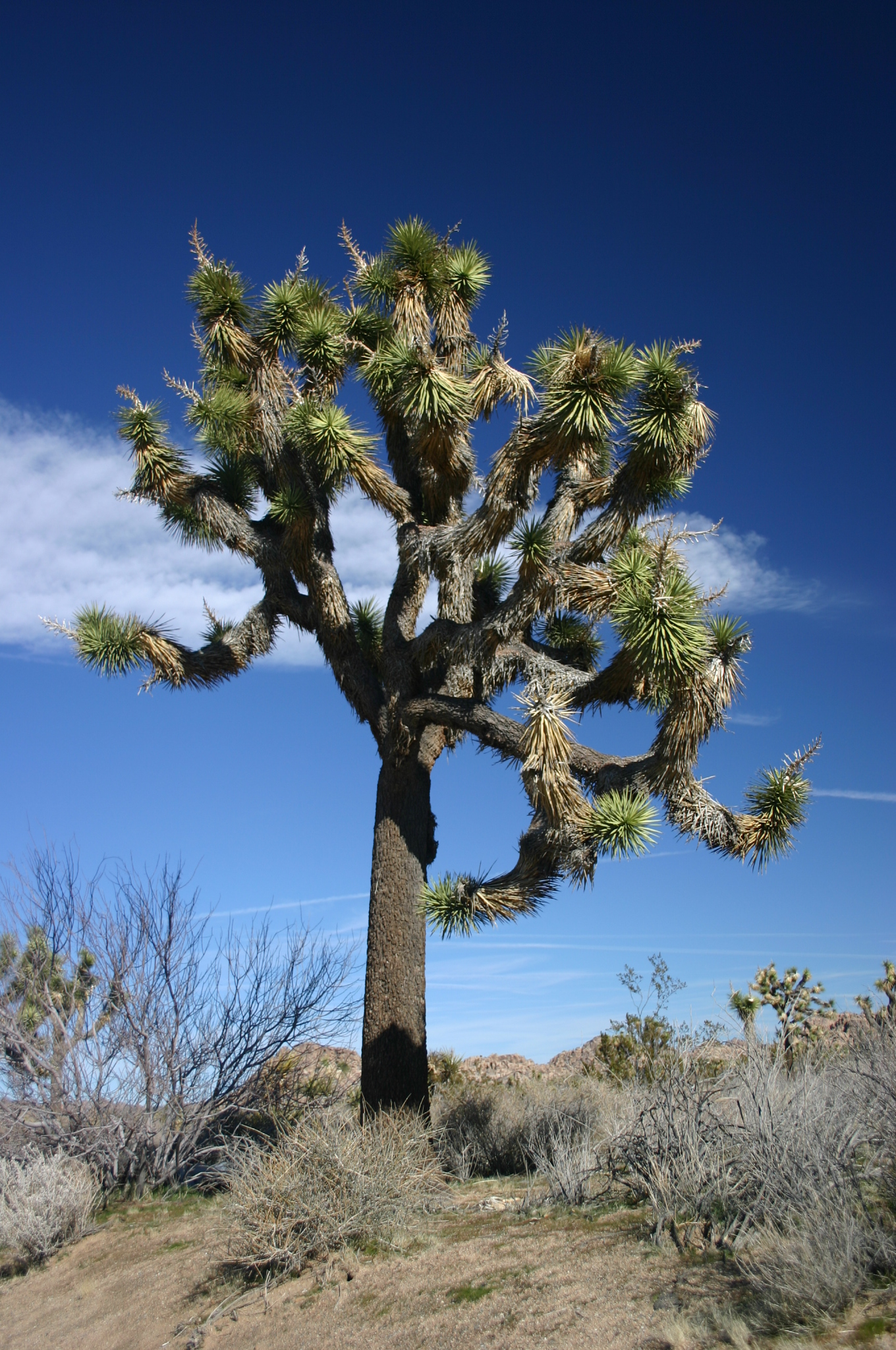
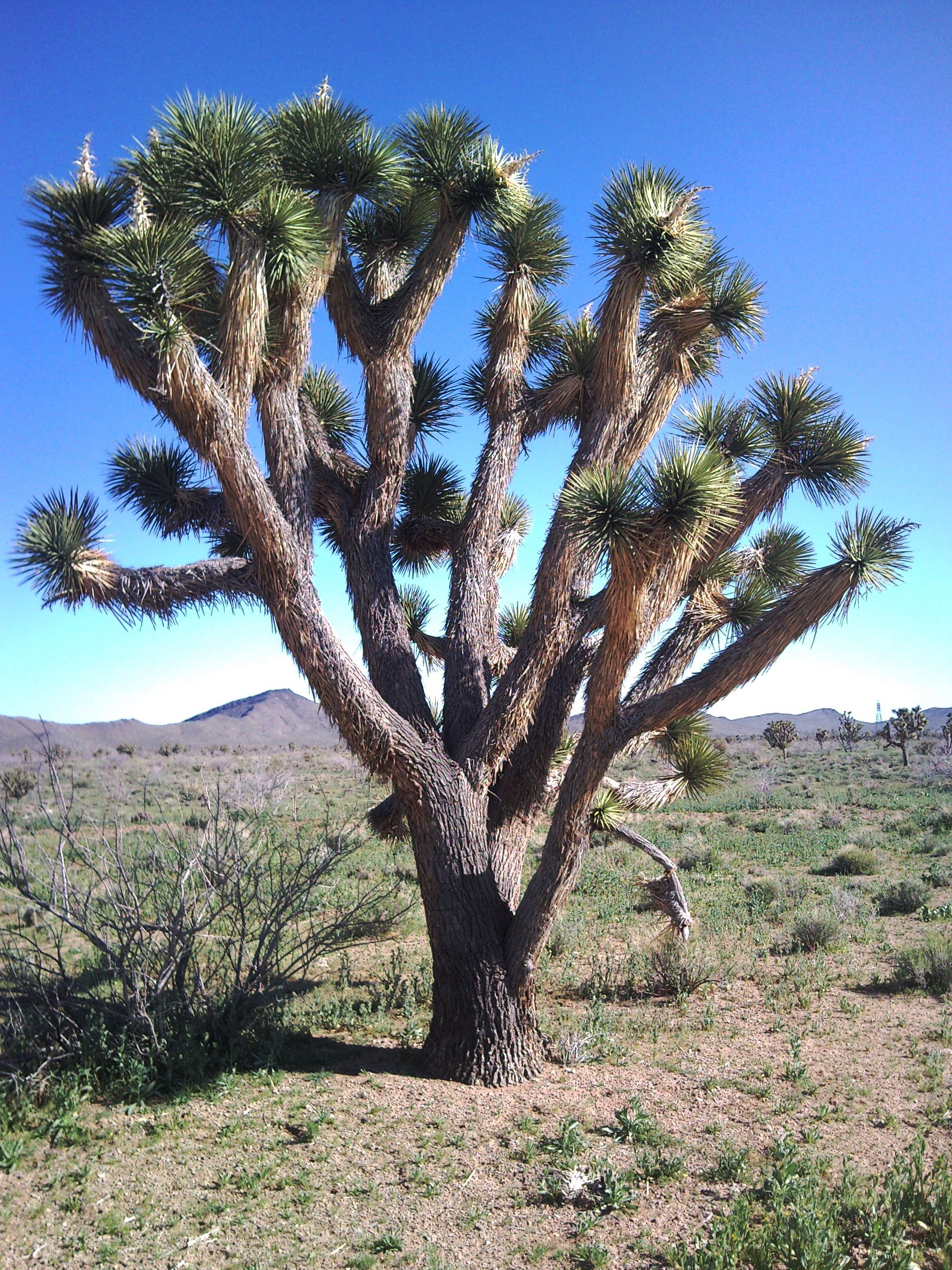
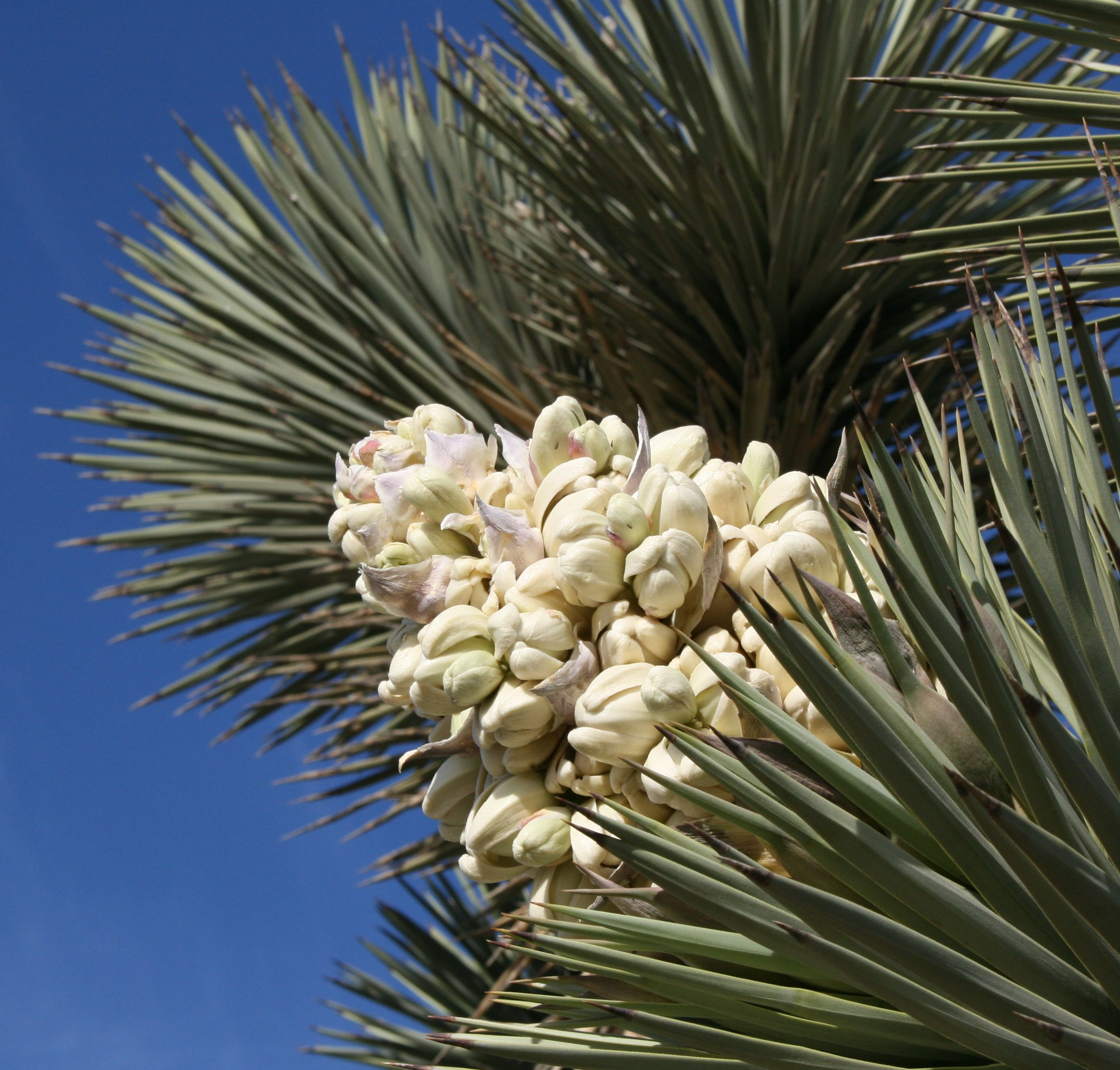
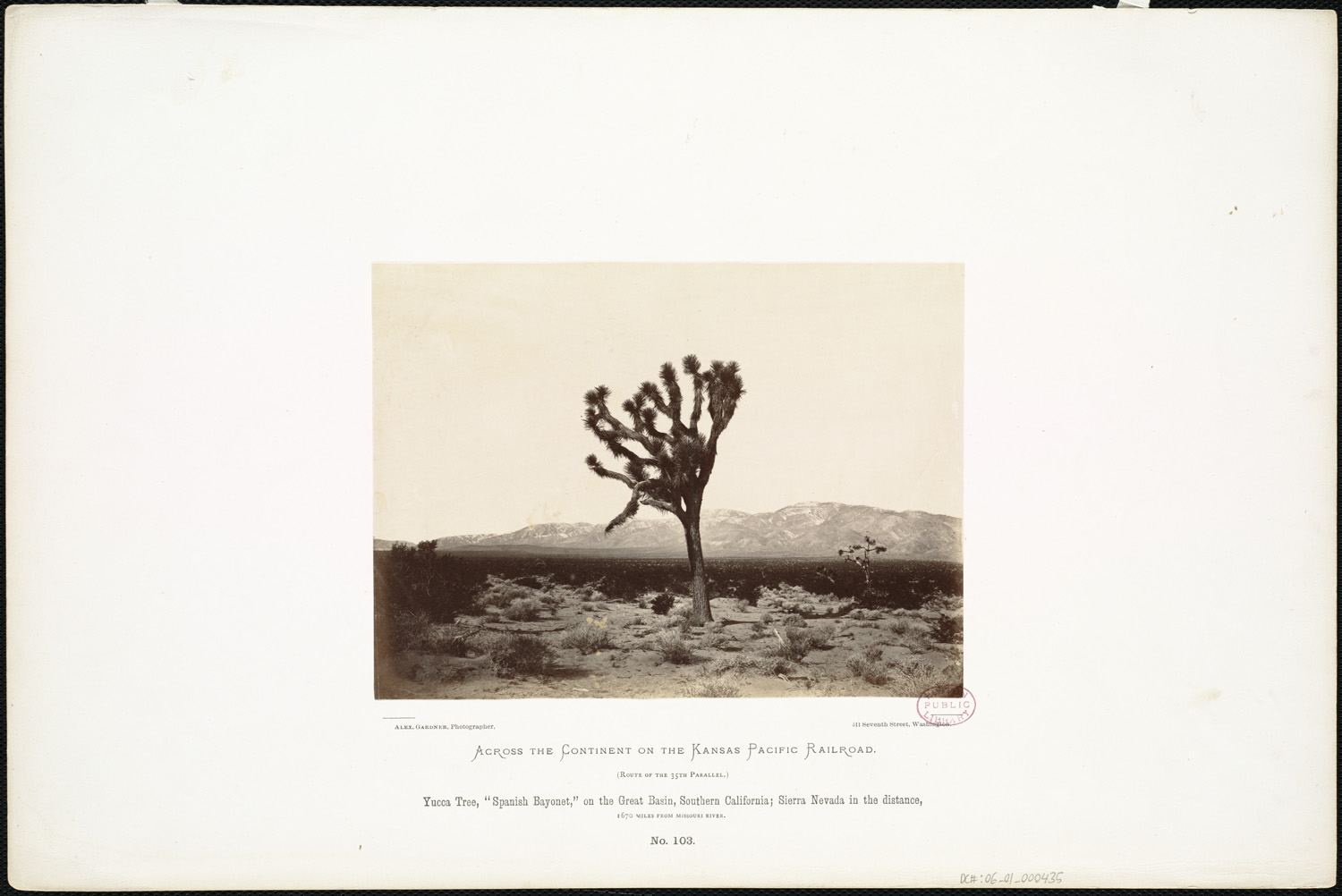